# 도원초등학교 (경북)
도원초등학교는 대한민국 경상북도 성주군에 있는 공립 초등학교이다.

## 학교 연혁
- 1954. 03. 23 도원국민학교 설립인가
- 1954. 04. 01 도원국민학교 개교
- 1981. 03. 01 병설유치원 설립
- 1985. 03. 01 선남동부분교장 편입
- 1996. 03. 01 도원초등학교로 교명 변경
- 2004. 11. 11 한빛 도서관 개관
- 2013. 01. 18 경상북도교육청 명품교육인증학교 선정
- 2014. 02. 14 제59회 졸업식(졸업생수 3,450명)
- 2014. 09. 01 제23대 이만욱 교장 부임

## 참고 자료
- 도원초등학교 - 한국교육학술정보원 학교알리미